# Nuoto ai Giochi della XXIV Olimpiade - 200 metri stile libero maschili
Hanno partecipato alle batterie di qualificazione 63 atleti: i primi 8 si sono qualificati per la finale A i successivi 8 invece si sono qualificati per la finale B.

## Batterie di qualificazione
18 settembre 1988
- Q = Qualificati per la finale A
- q = qualificati per la finale B

| Posizione | Atleta                | Paese                   | Tempo   | Note |
| --------- | --------------------- | ----------------------- | ------- | ---- |
| 1         | Artur Wojdat          | Polonia                 | 1:48.02 | Q    |
| 2         | Matt Biondi           | Stati Uniti             | 1:48.39 | Q    |
| 3         | Michael Gross         | Germania Ovest          | 1:48.55 | Q    |
| 4         | Duncan Armstrong      | Australia               | 1:48.86 | Q    |
| 5         | Troy Dalbey           | Stati Uniti             | 1:48.96 | Q    |
| 6         | Thomas Fahrner        | Germania Ovest          | 1:49.02 | Q    |
| 7         | Steffen Zesner        | Germania Est            | 1:49.13 | Q    |
| 8         | Anders Holmertz       | Svezia                  | 1:49.28 | Q    |
| 9         | Roberto Gleria        | Italia                  | 1:49.51 | q    |
| 10        | Thomas Flemming       | Germania Est            | 1:49.52 | q    |
| 11        | Stéphan Caron         | Francia                 | 1:49.66 |      |
| 12        | Giorgio Lamberti      | Italia                  | 1:50.47 |      |
| 13        | Alexei Kouznetsov     | Unione Sovietica        | 1:50.84 | q    |
| 14        | Mariusz Podkoscielny  | Polonia                 | 1:50.95 | q    |
| 15        | Thomas Stachewicz     | Australia               | 1:51.02 | q    |
| 16        | Shigeo Ogata          | Giappone                | 1:51.14 | q    |
| 17        | Franz Mortensen       | Danimarca               | 1:51.15 | q    |
| 18        | Paul Howe             | Regno Unito             | 1:51.22 | q    |
| 19        | Carlos Scanavino      | Uruguay                 | 1:51.42 |      |
| 20        | Alberto Bottini       | Svizzera                | 1:51.45 |      |
| 21        | Tommy Werner          | Svezia                  | 1:51.96 |      |
| 22        | louri Bachkatov       | Unione Sovietica        | 1:52.04 |      |
| 23        | Cristiano Michelena   | Brasile                 | 1:52.34 |      |
| 24        | Patrick Dybiona       | Paesi Bassi             | 1:52.67 |      |
| 25        | Stefan Volery         | Svizzera                | 1:52.94 |      |
| 26        | Rodrigo Gonzalez      | Messico                 | 1:52.99 |      |
| 27        | Michael Green         | Regno Unito             | 1:53.03 |      |
| 28        | Daniel Serra          | Spagna                  | 1:53.05 |      |
| 29        | Magnus Olafsson       | Islanda                 | 1:53.05 |      |
| 30        | Júlio López           | Brasile                 | 1:53.16 |      |
| 31        | Jan Patvel Larsen     | Danimarca               | 1:53.61 |      |
| 32        | Ignacio Escamilla     | Messico                 | 1:53.63 |      |
| 33        | Jean-Marie Arnould    | Belgio                  | 1:53.73 |      |
| 34        | Zoltan Szilagyi       | Ungheria                | 1:53.75 |      |
| 35        | Ludovic Depickere     | Francia                 | 1:53.81 |      |
| 36        | Salvador Vassallo     | Porto Rico              | 1:53.82 |      |
| 37        | Norbert Agh           | Ungheria                | 1:54.72 |      |
| 38        | Yves Clausse          | Lussemburgo             | 1:54.90 |      |
| 39        | Xie Jun               | Cina                    | 1:55.04 |      |
| 40        | Rene Con Cepcion      | Filippine               | 1:55.58 |      |
| 41        | Alexander Placheta    | Austria                 | 1:56.11 |      |
| 42        | Vaughan Andren Smith  | Zimbabwe                | 1:56.13 |      |
| 43        | David Lim             | Singapore               | 1:56.44 |      |
| 44        | Joseph Eric Buhain    | Filippine               | 1:56.84 |      |
| 45        | Kwon Sang-Won         | Corea del Sud           | 1:56.88 |      |
| 46        | Oon Jin Gee           | Singapore               | 1:57.28 |      |
| 47        | Mostafa Amer          | Egitto                  | 1:57.50 |      |
| 48        | Richard Sam Bera      | Indonesia               | 1:57.60 |      |
| 49        | Jonathan Sakovich     | Guam                    | 1:57.72 |      |
| 50        | Stephen Cullen        | Irlanda                 | 1:57.90 |      |
| 51        | Arthur Li             | Hong Kong               | 1:58.10 |      |
| 52        | Hakan Eskioglu        | Turchia                 | 1:58.45 |      |
| 53        | Kuan Seng Jeffrey Ong | Malaysia                | 1:58.62 |      |
| 54        | Kwon Soon-Kun         | Corea del Sud           | 1:58.95 |      |
| 55        | Wu Ming-Hsun          | Taipei cinese           | 2:00.43 |      |
| 56        | Tsang Yi Ming         | Hong Kong               | 2:01.02 |      |
| 57        | Richard Gheel         | Irlanda                 | 2:01.73 |      |
| 58        | Hans Foerster         | Isole Vergini Americane | 2:01.94 |      |
| 59        | Kristan Singleton     | Isole Vergini Americane | 2:06.45 |      |
| 60        | Jason Chute           | Figi                    | 2:09.05 |      |
| 61        | Mohammed Binabid      | Emirati Arabi Uniti     | 2:09.43 |      |
| 62        | Ahmad Faraj           | Emirati Arabi Uniti     | 2:13.21 |      |
| 63        | Émile Lahoud          | Libano                  | 2:16.39 |      |

## Finale A
19 settembre 1988
| Posizione | Atleta           | Paese          | Tempo   | Note |
| --------- | ---------------- | -------------- | ------- | ---- |
|           | Duncan Armstrong | Australia      | 1:47.25 | WR   |
|           | Anders Holmertz  | Svezia         | 1:47.89 |      |
|           | Matt Biondi      | Stati Uniti    | 1:47.99 |      |
| 4         | Artur Wojdat     | Polonia        | 1:48.40 |      |
| 5         | Michael Gross    | Germania Ovest | 1:48.59 |      |
| 6         | Steffen Zesner   | Germania Est   | 1:48.77 |      |
| 7         | Troy Dalbey      | Stati Uniti    | 1:48.86 |      |
| 8         | Thomas Fahrner   | Germania Ovest | 1:49.19 |      |

## Finale B
| Posizione | Atleta               | Paese            | Tempo   |
| --------- | -------------------- | ---------------- | ------- |
| 9         | Roberto Gleria       | Italia           | 1:49.28 |
| 10        | Thomas Flemming      | Germania Est     | 1:50.18 |
| 11        | Thomas Stachewicz    | Australia        | 1:50.83 |
| 12        | Alexei Kouznetsov    | Unione Sovietica | 1:51.03 |
| 13        | Franz Mortensen      | Danimarca        | 1:51.44 |
| 14        | Mariusz Podkoscielny | Polonia          | 1:51.63 |
| 15        | Shigeo Ogata         | Giappone         | 1:51.89 |
| 16        | Paul Howe            | Regno Unito      | 1:51.99 |